# حسین اشراق
حسین اشراق (زاده ۱۳۰۶ در تهران) بازیگر سینما اهل ایران 
از بازیگران فعال و پرکار در سینمای قبل از انقلاب ایران بوده است